# Claude Garamond

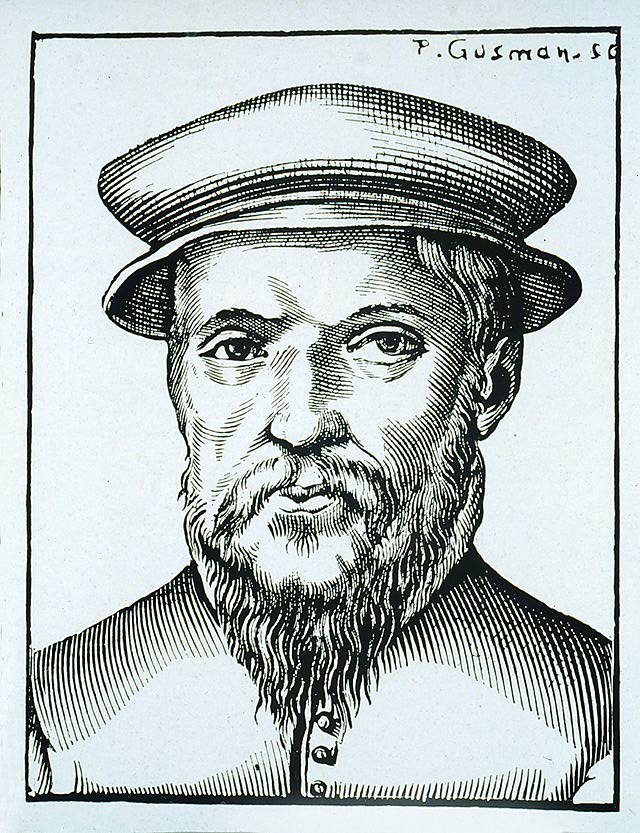
Claude Garamond (ca. 1480-1561)

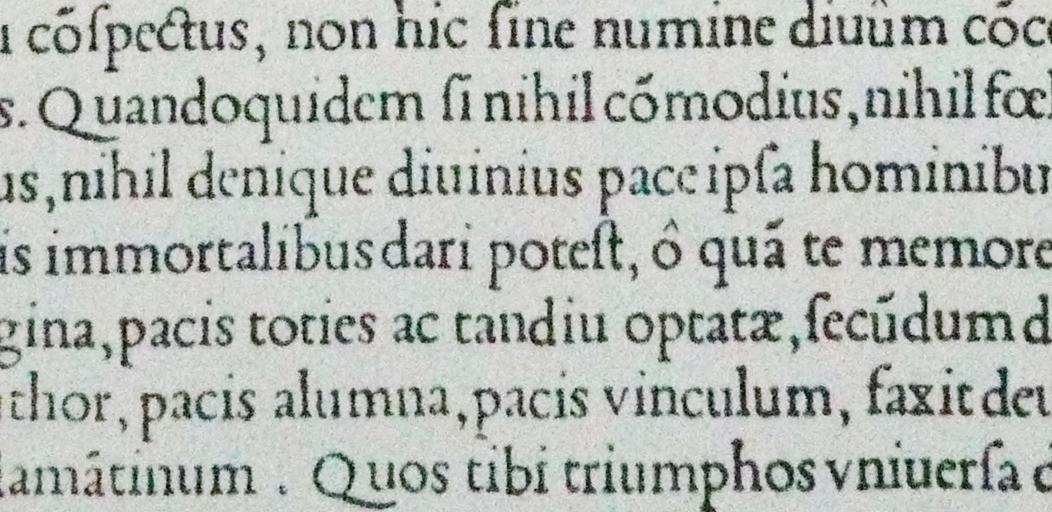
Voorbeeld van vroeg typografisch werk van Claude Garamond: een romaanse letter, afkomstig van de eerste pagina van Robert Estienne, Illustrissimae Galliarum Reginae Helianorae, 1531

Claude Garamond (Parijs, ca. 1480 – aldaar, 1561) was een Parijse graveur van druklettermodellen, uitgever en een van de toonaangevende letterontwerpers van zijn tijd. Sommige van zijn lettertypen zijn nog in gebruik, in het bijzonder het naar hemzelf genoemde Garamond.
Ca. 1510 werd Claude Garamond leerlinggraveur bij de drukker Antoine Augereau en rond 1520 werkte hij bij Geoffroy Tory de professor, vertaler, schrijver, boekverkoper, drukker, ontwerper en illustrator. Vanaf ongeveer 1530 werkte Garamond voor zichzelf en vervaardigde hij kant en klare drukletters voor drukkers.
Garamond werd vooral bekend in 1541 toen uitgever Robert Estienne hem vroeg lettertypen te ontwerpen. Garamond baseerde zijn romein lettertypen onder andere op de handschriften van Angelo Vergecio, de bibliothecaris van de koning in Fontainebleau en zijn invloed breidde zich snel uit in heel Frankrijk tijdens de jaren 1540. In de typografie van Garamond werd het handschrift minder belangrijk als een model voor de drukletter en evolueerde de typografie meer in de richting van een vormentaal gebaseerd op drukpersen en het graveren van stalen lettermatrixes.
Toen Garamond in armoede stierf op de leeftijd van 81 jaar, verkocht zijn weduwe in een openbare veiling zijn letters en lettermatrixes. Deze verkoop zorgde voor een grote distributie van zijn letterontwerpen, onder andere naar de Nederlanden, waar de beroemde Antwerpse drukker en uitgever Christoffel Plantijn er gretig gebruik van maakte.
De naam Garamond werd oorspronkelijk aan het eind gespeld met "t" maar onder de invloed van gestandaardiseerde Franse spelling, werd de "d" gebruikelijk.